# Salomé Nke
Ghyslaine Salomé Nke Noa connue sous le nom de Salomé Nke, née le 8 juin 1989 à Yaoundé, est une footballeuse équatoguinéenne évoluant au poste de défenseur.

## Biographie
Salomé Nke, née au Cameroun, joue au football dès l'enfance avec des garçons à Yaoundé, avant d'intégrer une équipe féminine en 2004.
Elle est, en 2021, la capitaine des Malabo Kings ainsi que de l'équipe de Guinée équatoriale féminine de football ; elle participe notamment à la première édition de la Ligue des champions féminine africaine.

## Palmarès
Guinée équatoriale
- Championnat d'Afrique
  - Vainqueur en 2008 et 2012
  - Finaliste en 2010